# آیریس لا
آیریس لا (انگلیسی: Iris Law؛ زادهٔ ۲۵ اکتبر ۲۰۰۰) مدل است. وی از سال ۲۰۱۵ میلادی تاکنون مشغول فعالیت بوده‌است. وی فرزند سعدی فراست و جود لا می‌باشد. نخستین نقش آفرینی او در سال ۲۰۰۲ در مجله وگ به همراه خانواده اش بود. وی نقش آفرینی‌هایی نیز در کمپین گروه بربری در سال ۲۰۱۷ داشته‌است.

در ماه های اخیر رسانه های زیادی خبر از رابطه ای عاشقانه او با ترنت الکساندر-آرنولد دادن ، اما خود آیریس لا واکنشی به این اخبار نشان نداده است